# Nukulaelae
Ne doit pas être confondu avec Nukula'ela'e, un îlot de Wallis-et-Futuna.
Nukulaelae est un atoll des Tuvalu, un État-archipel d'Océanie.

## Géographie
Nukulaelae est situé dans le sud des Tuvalu, au sud-est de l'atoll de Funafuti et au nord de l'île de Niulakita. Il s'agit d'un atoll de forme allongée composé de 19 motus entourant un lagon appelé Te Namo. Les 393 habitants de l'atoll se trouvent sur l'île de Fangaua.
Les villages principaux sont Pepesala et Nukualofa.

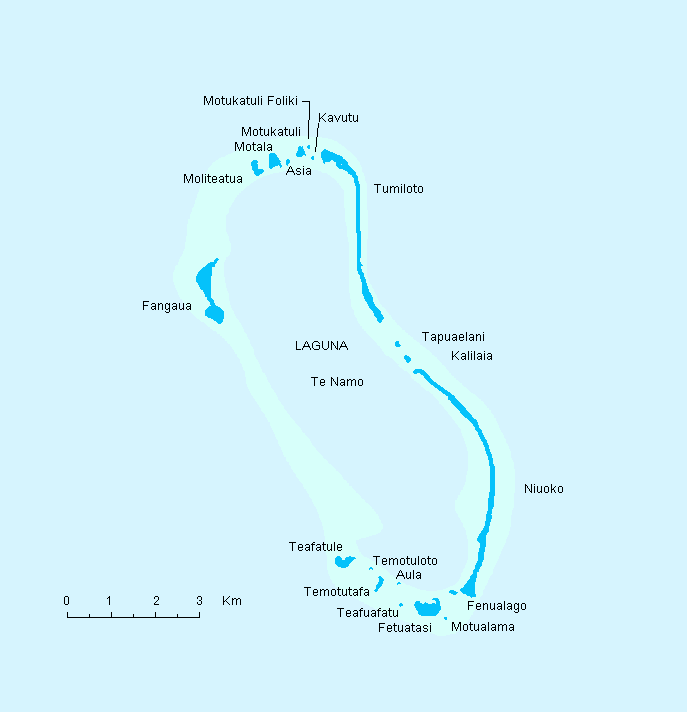
Carte des îles de Nukulaelae.